# Oonya Kempadoo
Oonya Kempadoo (Sussex, 1966) é uma escritora guianesa.
Filha do também escritor Peter Kempadoo, nasceu no Reino Unido mas cresceu na Guiana, vivendo mais tarde em outros países da região do Caribe, fixando-se em Grenada. Estreou na literatura em 1997, com o romance Buxton Spice, sobre uma jovem que cresce na Guiana e descobre a sexualidade, em meio a um cenário de corrupção e convulsão política.

## Obras
- 1997 - Buxton Spice
- 2001 - Tide Running - Prêmio Casa de las Américas (no Brasil: A Árvore dos Sentidos)
- 2013 - All Decent Animals